# Dům U Zelené žáby
Dům U Zelené žáby je dům čp. 13 na Starém Městě v Praze s adresou U Radnice č. 8, opticky se nacházející zdánlivě spíše na náměstí Franze Kafky. Stojí na nepravidelné parcele mezi domy U Zlatotepců a U Tří bubnů. Je od roku 1964 chráněn jako kulturní památka České republiky.

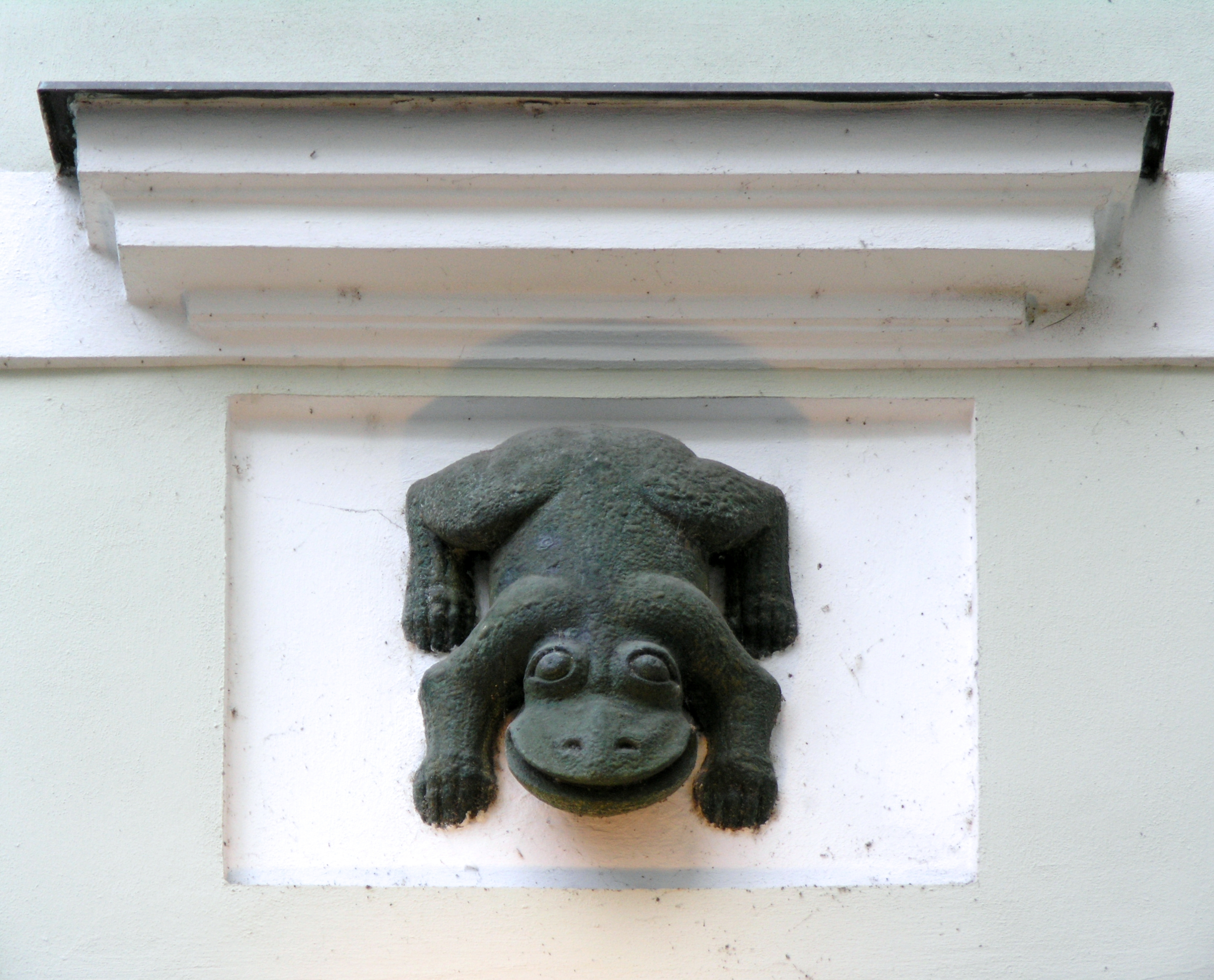
Domovní znamení

Na místě dnešního domu stály ve středověku domy dva, pak byly ale spojeny a první písemná zmínka z roku 1403 už pojednává o jediném domě. K roku 1428 je první zmínka o názvu „U Žáby“. Koncem 16. století byl dům renesančně upraven, poté i barokně a klasicistně. Dnešní stav fasády je z roku 1810. Dům je třípatrový, do ulice pětiosý. Pozůstatky gotické stavby se ve zdivu dochovaly dodnes až do výšky druhého patra, třetí patro bylo přistavěno během renesanční přestavby. Kamenný bosovaný portál je pozdně renesanční z roku 1654, nad ním je pozdně gotické reliéfní domovní znamení žáby. Přes bývalou uličku Huselmarkt od kostela svatého Mikuláše je postaven prampouch. V domě v současnosti (2025) již několik let sídlí degustační restaurace Brasileiro.